# 일본의 성소수자
일본의 성소수자들은 오랜 역사를 갖고 있다.

## 현대 이전
가부키에 여장 배우가 출연하였으며, 슈도나 와카슈도라고 하는 무사의 동성애 문화가 있었다.

## 동성결혼
법적으로 동성결혼을 인정하지 않으며, 일부 지자체에서 파트너 관계를 증빙하는 서류를 발급한다.

## 성전환
블루보이 사건에 의해 일본 국내에서 성전환자의 성전환 수술이 금기시되어 왔으며, 1996년에 의학계에서 성전환증과 성전환 수술의 가이드라인을 제시하면서 성전환 수술이 가능해졌다.

## 같이 보기
- 블루보이 사건